# کتی هینن
کتی هینن (به انگلیسی: Katie Heenan) ژیمناست زادهٔ 1985 میلادی اهل کشور ایالات متحده آمریکا است.